# Беранска гимназија
Беранска гимназија, званично ЈУ Гимназија „Панто Малишић”, једна је од три средње школе у општини Беране. Налази се у Улици Светог Саве 25.
Беранска гимназија је основана Указом владе Краљевине Црне Горе 31. августа 1913. године. Са радом је почела 6. новембра исте године када је одржана прва седница Наставничког већа. Услови за рад су били врло скромни а рад је организован за 144 ученика распоређена у три одељења. Наставу су изводила само три наставника. На самом почетку Гимназија је била једина установа у целом Горњем Полимљу у којој се стицало средње образовање па је окупљала најбоље ученике из Берана и околних општина као што су: Колашин, Мојковац, Бијело Поље, Рожаје, Плав и Андријевица. Наставу су изводили углавном професори са простора бивше Југославије као и руски емигранти. Већина ученика је касније уписивала више и високе школе у Београду и у Скопљу. Први светски рат је убрзо онемогућио рад школе и тек након његовог завршетка изашла је прва генерација матураната школске 1920/21 године.
Међу најпознатијим алумнистима гимназије су: Милован Ђилас, Михаило Лалић, Радован Зоговић, Миодраг Булатовић, Душан Костић, Слободан Томовић, Зувдија Хоџић, Чедо Вуковић, Миомир Дашић, Момчило Зечевић, Ђуза Радовић, итд.